# Telmatoscopus caribicus
Telmatoscopus caribicus és una espècie d'insecte dípter pertanyent a la família dels psicòdids que es troba al mar Carib: les illes de Sobrevent.